# River Boyne and River Blackwater SPA
River Boyne and River Blackwater SPA este o arie protejată (arie de protecție specială avifaunistică — SPA) din Irlanda întinsă pe o suprafață de 460,14 ha, integral pe uscat.

## Localizare
Centrul sitului River Boyne and River Blackwater SPA este situat la coordonatele 53°38′06″N 6°39′50″W / 53.635024°N 6.663891°V.

## Înființare
Situl River Boyne and River Blackwater SPA a fost declarat arie de protecție specială avifaunistică în noiembrie 2010 pentru a proteja 5 specii de animale.

## Biodiversitate
Situată în ecoregiunea atlantică, aria protejată nu include niciun habitat protejat.
La baza desemnării sitului se află mai multe specii protejate de  păsări (5): pescăruș albastru (Alcedo atthis), rață pitică (Anas crecca), rață mare (Anas platyrhynchos), stârc cenușiu (Ardea cinerea), cormoran mare (Phalacrocorax carbo).
Pe lângă speciile protejate, pe teritoriul sitului au mai fost identificate 1 specie de păsări.